# AMR GP
A AMR GP Limited (antiga Racing Point UK Limited) é uma empresa britânica proprietária e operadora da Aston Martin F1 Team, uma equipe de Fórmula 1 com sede em Silverstone, Reino Unido.
A empresa foi fundada sob o nome Racing Point UK por Lawrence Stroll, em agosto de 2018, para comprar os ativos de corrida de Fórmula 1 da equipe Force India Formula One Team, que estava em administração judicial. Após a aquisição dos ativos da equipe pouco antes do Grande Prêmio da Bélgica de 2018, competiu naquela corrida, e pelo resto da temporada de 2018, como a equipe de Fórmula 1 da Racing Point Force India Formula One Team, continuando a usar o nome de construtor de Force India. Para a temporada de 2019, a equipe foi renomeada para Racing Point F1 Team e passou a competir com designação Racing Point como nome de construtor. Em 2021, a empresa foi renomeada para AMR GP e continuou envolvida na Fórmula 1 por meio de sua operação da equipe Aston Martin F1 Team, antiga Racing Point F1 Team.